# Grundangelrute
Grundangelruten sind Angelruten für das Angeln mit dem Grundblei oder Futterkörbchen. Grundruten haben normalerweise ein hohes Wurfgewicht, im Extremfall wie beim Brandungsangeln bis 200 oder 300 Gramm.
Grundangeln werden unter anderem zum Fang von Karpfen genutzt.